# Michał Bogdanowicz
Michał Bogdanowicz (ur. 26 stycznia 1976 w Warszawie) – polski śpiewak operowy (baryton).

## Życiorys
Naukę śpiewu rozpoczął w Szkole Muzycznej II stopnia im. F. Chopina w Warszawie. Dwa lata później rozpoczął studia w Akademii Muzycznej w Łodzi na Wydziale Wokalno-Aktorskim, a następnie kontynuował edukację w Akademii Muzycznej im. Fryderyka Chopina w Warszawie.
Debiutował tytułową partią w przedstawieniu Wesele Figara W.A. Mozarta zrealizowanym przez Akademię Muzyczną im. Fryderyka Chopina w Warszawie.
Uczestniczył m.in. w Festiwalu Dialogu Czterech Kultur w Łodzi (2003) oraz II Festiwalu Wokalnym Belcanto w Nałęczowie (2004).
W latach 2005–2008 był solistą Warszawskiej Opery Kameralnej.
Na stałe współpracuje z Teatrem Studio Buffo m.in. jako solista w musicalu Panna Tutli Putli według Witkacego. W 2007 roku występował wielokrotnie w programie Przebojowa noc prezentowanym w TVP1 (Wieczór Rosyjski, Wieczór Żydowski, Wieczór Polski).
Od 2007 roku jest solistą w zespole Piotra Rubika. Wziął udział w wielu koncertach w Polsce, Stanach Zjednoczonych i Kanadzie – m.in. w Nowym Jorku, Chicago (Symphony Center) i Toronto (Roy Thomson Hall).
Kariera w zespole Piotra Rubika:
Albumy:
1. Habitat-Oratorium dla całego świata vol.1- 2008
2. Santo Subito-Cantobiografia Jana Pawła II-2012
3. Z powodu mojego imienia-Oratorium prześladowanym za wiarę-2016

Single:
1. Miłość cierpliwa jest lecz i niecierpliwa-2012

W 2012 roku zagrał w filmie fabularnym Mika (reż. Joanna Wilczewska), a także występował w serialach Barwy szczęścia oraz Szpilki na Giewoncie.
Do 2013 roku współtworzył również Grupę Operową Lakmé, z którą w 2012 roku wystąpił w cyklu letnich weekendowych koncertów w Amfiteatrze w Łazienkach Królewskich.
We wrześniu 2014 roku została wydana książka dla dzieci jego autorstwa pt. Głos (wyd. Agencja Edytorska EZOP).